# Бан, Пол
Пол Бан (англ. Paul G. Bahn; род. 1953, Кингстон-апон-Халл, Англия) — британский археолог, писатель, редактор, переводчик, телеведущий и популяризатор археологии. Специалист по первобытному искусству и раннему человеку. Автор многих работ по археологической тематике.

## Биография
Учился археологии в Кембридже, где получил и степень доктора философии в области археологии в 1979 году. Затем постдок в Ливерпуле и Лондоне, а также в Фонде Гетти.
С сер. 1980-х годов — фрилансер, работал над книгами по археологии, редактировал и переводил их.
Член-корреспондент и лектор Археологического института Америки (AIA), а также пишущий редактор его журнала «Археология».
Член Лондонского общества антикваров (1986), также член Prehistoric Society и Société Préhistorique Française.
Являлся консультантом-экспертом ряда археологических документальных фильмов, в частности производства BBC «The Making of Mankind».
Его статьи, которых насчитывается несколько сотен, публиковались во многих газетах и журналах, в частности в «Nature».
Автор и соавтор более 30 книг.
С К. Ренфрю соавтор выдержавшего ряд изданий популярного учебника «Археология: теории, методы и практика».
Также писал по истории археологии.
На основе прочитанных им в Обществе антикваров Шотландии в 2006 году лекций вышла его книга «Prehistoric Rock Art» (2010). «The Story of Archaeology» посвящена истории мировой археологии, перечисляя сто её открытий последних пяти столетий.

## Работы
Книги
- The Cambridge Illustrated History of Prehistoric Art

Редактор
- The Story of Archaeology